# Lodno
Lodno é um município da Eslováquia, situado no distrito de Kysucké Nové Mesto, na região de Žilina. Tem 8,85 km² de área e sua população em 2018 foi estimada em 1.003 habitantes.

## Demografia
| Ano:        | 1994 | 2004    | 2014   | 2024   |
| ----------- | ---- | ------- | ------ | ------ |
| Broj ljudi: | 896  | 991     | 1003   | 967    |
| Razlika:    |      | +10,60% | +1,21% | -3,58% |

| Ano:               | 2023 | 2024   |
| ------------------ | ---- | ------ |
| Número de pessoas: | 963  | 967    |
| Diferença:         |      | +0,41% |